# 1. ŽNL Sisačko-moslavačka 2014./15.
Prvenstvo se igralo dvokružno. Prvenstvo je osvojio NK BSK Budaševo, ali je nakon njegovog odustajanja, kvalifikacije za Međužupanijsku ligu središte Zagreb je igrala NK Mladost Petrinja. Iz lige je ispao ŠNK Podovi Dvor

## Tablica
| Mj. | Klub                         | Sus. | Pobj. | Ner. | Por. | GR.   | Bod.       |
| --- | ---------------------------- | ---- | ----- | ---- | ---- | ----- | ---------- |
| 1.  | NK BSK Budaševo              | 26   | 19    | 6    | 1    | 72:31 | 63         |
| 2.  | NK Mladost Petrinja          | 26   | 17    | 5    | 4    | 57:21 | 56         |
| 3.  | NK Sloga-Maris Jazavica      | 26   | 15    | 5    | 6    | 63:38 | 49 (-1) ↓1 |
| 4.  | NK Metalac Sisak             | 26   | 14    | 6    | 6    | 55:29 | 48         |
| 5.  | NK Sokol Velika Ludina       | 26   | 13    | 4    | 9    | 57:47 | 43         |
| 6.  | NK Topusko                   | 26   | 10    | 4    | 12   | 51:48 | 34         |
| 7.  | NK Slavonac Lipovljani       | 26   | 9     | 7    | 10   | 53:62 | 34         |
| 8.  | NK Radnik Majur              | 26   | 9     | 7    | 10   | 31:43 | 34         |
| 9.  | NK TŠK 1932 Topolovac        | 26   | 9     | 3    | 14   | 35:38 | 30         |
| 10. | ŠNK Mladost Gornja Gračenica | 26   | 8     | 4    | 14   | 50:57 | 27 (-1) ↓2 |
| 11. | NK Zrinski Odra Sisačka      | 26   | 6     | 6    | 14   | 36:52 | 24         |
| 12. | NK Frankopan Sisak           | 26   | 6     | 6    | 14   | 29:48 | 24         |
| 13. | SNK Moslavac Popovača        | 26   | 6     | 6    | 14   | 26:52 | 24         |
| 14. | ŠNK Podovi Dvor              | 26   | 5     | 3    | 18   | 26:75 | 18         |

## Rezultati
| NK Mladost Petrinja - NK Metalac Sisak 4:1 NK TŠK 1932 Topolovac - ŠNK Mladost Gornja Gračenica 1:1 NK Radnik Majur - NK BSK Budaševo 1:2 NK Topusko - NK Slavonac Lipovljani 3:2 NK Sokol Velika Ludina - NK Zrinski Odra Sisačka 4:2 SNK Moslavac Popovača - NK Frankopan Sisak 0:0 NK Sloga-Maris Jazavica - ŠNK Podovi Dvor 5:1    | NK Sloga-Maris Jazavica - SNK Moslavac Popovača 1:1 NK Frankopan Sisak - NK Sokol Velika Ludina 1:2 NK Zrinski Odra Sisačka - NK Topusko 2:2 NK Slavonac Lipovljani - NK Radnik Majur 5:2 NK BSK Budaševo - NK TŠK 1932 Topolovac 2:1 ŠNK Mladost Gornja Gračenica - NK Mladost Petrinja 0:1 ŠNK Podovi Dvor - NK Metalac Sisak 1:3 | NK Sokol Velika Ludina - NK Sloga-Maris Jazavica 3:1 NK Frankopan Sisak - NK Topusko 3:0 NK Radnik Majur - NK Zrinski Odra Sisačka 1:0 NK TŠK 1932 Topolovac - NK Slavonac Lipovljani 3:1 NK Mladost Petrinja - NK BSK Budaševo 0:0 NK Metalac Sisak - ŠNK Mladost Gornja Gračenica 5:1 SNK Moslavac Popovača - ŠNK Podovi Dvor 1:2    |
| NK Sloga-Maris Jazavica - NK Topusko 2:0 SNK Moslavac Popovača - NK Sokol Velika Ludina 1:1 NK Frankopan Sisak - NK Radnik Majur 3:0 NK Slavonac Lipovljani - NK Mladost Petrinja 2:1 NK TŠK 1932 Topolovac - NK Zrinski Odra Sisačka 1:0 NK BSK Budaševo - NK Metalac Sisak 1:1 ŠNK Podovi Dvor - ŠNK Mladost Gornja Gračenica 1:1    | NK Radnik Majur - NK Sloga-Maris Jazavica 1:1 NK Topusko - SNK Moslavac Popovača 1:2 NK TŠK 1932 Topolovac - NK Frankopan Sisak 0:0 NK Mladost Petrinja - NK Zrinski Odra Sisačka 2:1 NK Metalac Sisak - NK Slavonac Lipovljani 1:1 ŠNK Mladost Gornja Gračenica - NK BSK Budaševo 3:4 NK Sokol Velika Ludina - ŠNK Podovi Dvor 4:0 | NK Sloga-Maris Jazavica - NK TŠK 1932 Topolovac 2:1 SNK Moslavac Popovača - NK Radnik Majur 2:0 NK Sokol Velika Ludina - NK Topusko 3:1 NK Frankopan Sisak - NK Mladost Petrinja 1:0 NK Zrinski Odra Sisačka - NK Metalac Sisak 1:2 NK Slavonac Lipovljani - ŠNK Mladost Gornja Gračenica 4:1 ŠNK Podovi Dvor - NK BSK Budaševo 2:6    |
| NK Mladost Petrinja - NK Sloga-Maris Jazavica 2:0 NK TŠK 1932 Topolovac - SNK Moslavac Popovača 1:2 NK Radnik Majur - NK Sokol Velika Ludina 1:1 NK Metalac Sisak - NK Frankopan Sisak 1:0 ŠNK Mladost Gornja Gračenica - NK Zrinski Odra Sisačka 2:2 NK BSK Budaševo - NK Slavonac Lipovljani 6:0 NK Topusko - ŠNK Podovi Dvor 3:0 ↓3 | NK Sloga-Maris Jazavica - NK Metalac Sisak 1:0 SNK Moslavac Popovača - NK Mladost Petrinja 0:1 NK Sokol Velika Ludina - NK TŠK 1932 Topolovac 3:0 NK Topusko - NK Radnik Majur 5:1 NK Frankopan Sisak - ŠNK Mladost Gornja Gračenica 3:1 NK Zrinski Odra Sisačka - NK BSK Budaševo 1:3 ŠNK Podovi Dvor - NK Slavonac Lipovljani 1:0 | ŠNK Mladost Gornja Gračenica - NK Sloga-Maris Jazavica 1:3 NK Metalac Sisak - SNK Moslavac Popovača 3:0 NK Mladost Petrinja - NK Sokol Velika Ludina 2:1 NK TŠK 1932 Topolovac - NK Topusko 1:0 NK BSK Budaševo - NK Frankopan Sisak 1:0 NK Slavonac Lipovljani - NK Zrinski Odra Sisačka 5:1 NK Radnik Majur - ŠNK Podovi Dvor 0:0    |
| NK BSK Budaševo - NK Sloga-Maris Jazavica 1:1 SNK Moslavac Popovača - ŠNK Mladost Gornja Gračenica 2:1 NK Sokol Velika Ludina - NK Metalac Sisak 1:1 NK Topusko - NK Mladost Petrinja 1:2 NK TŠK 1932 Topolovac - NK Radnik Majur 1:2 NK Frankopan Sisak - NK Slavonac Lipovljani 2:2 ŠNK Podovi Dvor - NK Zrinski Odra Sisačka 1:2    | NK Slavonac Lipovljani - NK Sloga-Maris Jazavica 1:5 NK BSK Budaševo - SNK Moslavac Popovača 3:1 ŠNK Mladost Gornja Gračenica - NK Sokol Velika Ludina 3:6 NK Metalac Sisak - NK Topusko 7:2 NK Mladost Petrinja - NK Radnik Majur 0:0 NK Zrinski Odra Sisačka - NK Frankopan Sisak 5:1 NK TŠK 1932 Topolovac - ŠNK Podovi Dvor 4:1 | NK Sloga-Maris Jazavica - NK Zrinski Odra Sisačka 6:1 SNK Moslavac Popovača - NK Slavonac Lipovljani 1:1 NK Sokol Velika Ludina - NK BSK Budaševo 3:2 NK Topusko - ŠNK Mladost Gornja Gračenica 3:0 ↓4 NK Radnik Majur - NK Metalac Sisak 3:1 NK TŠK 1932 Topolovac - NK Mladost Petrinja 1:2 ŠNK Podovi Dvor - NK Frankopan Sisak 4:0 |
| NK Frankopan Sisak - NK Sloga-Maris Jazavica 1:1 NK Zrinski Odra Sisačka - SNK Moslavac Popovača 1:0 NK Slavonac Lipovljani - NK Sokol Velika Ludina 5:1 NK BSK Budaševo - NK Topusko 3:1 ŠNK Mladost Gornja Gračenica - NK Radnik Majur 1:2 NK Metalac Sisak - NK TŠK 1932 Topolovac 6:0 NK Mladost Petrinja - ŠNK Podovi Dvor 4:0    | NK Metalac Sisak - NK Mladost Petrinja 1:1 ŠNK Mladost Gornja Gračenica - NK TŠK 1932 Topolovac 2:0 NK BSK Budaševo - NK Radnik Majur 1:1 NK Slavonac Lipovljani - NK Topusko 2:3 NK Zrinski Odra Sisačka - NK Sokol Velika Ludina 2:0 NK Frankopan Sisak - SNK Moslavac Popovača 0:1 ŠNK Podovi Dvor - NK Sloga-Maris Jazavica 1:2 | SNK Moslavac Popovača - NK Sloga-Maris Jazavica 0:4 NK Sokol Velika Ludina - NK Frankopan Sisak 2:2 NK Topusko - NK Zrinski Odra Sisačka 0:0 NK Radnik Majur - NK Slavonac Lipovljani 0:1 NK TŠK 1932 Topolovac - NK BSK Budaševo 1:2 NK Mladost Petrinja - ŠNK Mladost Gornja Gračenica 4:0 NK Metalac Sisak - ŠNK Podovi Dvor 1:0    |
| NK Sloga-Maris Jazavica - NK Sokol Velika Ludina 1:2 NK Topusko - NK Frankopan Sisak 2:1 NK Zrinski Odra Sisačka - NK Radnik Majur 2:1 NK Slavonac Lipovljani - NK TŠK 1932 Topolovac 1:0 NK BSK Budaševo - NK Mladost Petrinja 5:2 ŠNK Mladost Gornja Gračenica - NK Metalac Sisak 2:1 ŠNK Podovi Dvor - SNK Moslavac Popovača 0:3    | NK Topusko - NK Sloga-Maris Jazavica 3:0 NK Sokol Velika Ludina - SNK Moslavac Popovača 2:0 NK Radnik Majur - NK Frankopan Sisak 3:1 NK Zrinski Odra Sisačka - NK TŠK 1932 Topolovac 1:0 NK Mladost Petrinja - NK Slavonac Lipovljani 5:0 NK Metalac Sisak - NK BSK Budaševo 1:1 ŠNK Mladost Gornja Gračenica - ŠNK Podovi Dvor 4:0 | NK Sloga-Maris Jazavica - NK Radnik Majur 6:2 SNK Moslavac Popovača - NK Topusko 1:9 NK Frankopan Sisak - NK TŠK 1932 Topolovac 0:4 NK Zrinski Odra Sisačka - NK Mladost Petrinja 1:1 NK Slavonac Lipovljani - NK Metalac Sisak 0:4 NK BSK Budaševo - ŠNK Mladost Gornja Gračenica 3:2 ŠNK Podovi Dvor - NK Sokol Velika Ludina 1:0    |
| NK TŠK 1932 Topolovac - NK Sloga-Maris Jazavica 0:1 NK Radnik Majur - SNK Moslavac Popovača 3:1 NK Topusko - NK Sokol Velika Ludina 1:5 NK Mladost Petrinja - NK Frankopan Sisak 3:0 NK Metalac Sisak - NK Zrinski Odra Sisačka 2:1 ŠNK Mladost Gornja Gračenica - NK Slavonac Lipovljani 1:2 NK BSK Budaševo - ŠNK Podovi Dvor 5:0    | NK Sloga-Maris Jazavica - NK Mladost Petrinja 2:0 SNK Moslavac Popovača - NK TŠK 1932 Topolovac 1:2 NK Sokol Velika Ludina - NK Radnik Majur 3:0 NK Frankopan Sisak - NK Metalac Sisak 0:3 NK Zrinski Odra Sisačka - ŠNK Mladost Gornja Gračenica 1:2 NK Slavonac Lipovljani - NK BSK Budaševo 2:3 ŠNK Podovi Dvor - NK Topusko 0:3 | NK Metalac Sisak - NK Sloga-Maris Jazavica 5:1 NK Mladost Petrinja - SNK Moslavac Popovača 3:0 NK TŠK 1932 Topolovac - NK Sokol Velika Ludina 2:3 NK Radnik Majur - NK Topusko 1:0 ŠNK Mladost Gornja Gračenica - NK Frankopan Sisak 4:0 NK BSK Budaševo - NK Zrinski Odra Sisačka 3:1 NK Slavonac Lipovljani - ŠNK Podovi Dvor 4:4    |
| NK Sloga-Maris Jazavica - ŠNK Mladost Gornja Gračenica 4:4 SNK Moslavac Popovača - NK Metalac Sisak 0:1 NK Sokol Velika Ludina - NK Mladost Petrinja 1:2 NK Topusko - NK TŠK 1932 Topolovac 0:3 NK Frankopan Sisak - NK BSK Budaševo 0:2 NK Zrinski Odra Sisačka - NK Slavonac Lipovljani 3:3 ŠNK Podovi Dvor - NK Radnik Majur 1:2    | NK Sloga-Maris Jazavica - NK BSK Budaševo 1:2 ŠNK Mladost Gornja Gračenica - SNK Moslavac Popovača 4:1 NK Metalac Sisak - NK Sokol Velika Ludina 3:1 NK Mladost Petrinja - NK Topusko 2:2 NK Radnik Majur - NK TŠK 1932 Topolovac 1:1 NK Slavonac Lipovljani - NK Frankopan Sisak 1:1 NK Zrinski Odra Sisačka - ŠNK Podovi Dvor 1:2 | NK Sloga-Maris Jazavica - NK Slavonac Lipovljani 4:1 SNK Moslavac Popovača - NK BSK Budaševo 0:3 NK Sokol Velika Ludina - ŠNK Mladost Gornja Gračenica 1:5 NK Topusko - NK Metalac Sisak 3:0 NK Radnik Majur - NK Mladost Petrinja 0:3 NK Frankopan Sisak - NK Zrinski Odra Sisačka 2:1 ŠNK Podovi Dvor - NK TŠK 1932 Topolovac 1:4    |
| NK Zrinski Odra Sisačka - NK Sloga-Maris Jazavica 2:4 NK Slavonac Lipovljani - SNK Moslavac Popovača 4:4 NK BSK Budaševo - NK Sokol Velika Ludina 5:2 ŠNK Mladost Gornja Gračenica - NK Topusko 2:0 NK Metalac Sisak - NK Radnik Majur 0:0 NK Mladost Petrinja - NK TŠK 1932 Topolovac 2:0 NK Frankopan Sisak - ŠNK Podovi Dvor 5:1    | NK Sloga-Maris Jazavica - NK Frankopan Sisak 4:2 SNK Moslavac Popovača - NK Zrinski Odra Sisačka 1:1 NK Sokol Velika Ludina - NK Slavonac Lipovljani 2:3 NK Topusko - NK BSK Budaševo 3:3 NK Radnik Majur - ŠNK Mladost Gornja Gračenica 3:1 NK TŠK 1932 Topolovac - NK Metalac Sisak 3:1 ŠNK Podovi Dvor - NK Mladost Petrinja 1:8 | |

## Kvalifikacije za Međužupanijsku nogometnu ligu središte Zagreb
NK Mladost Petrinja - NK Zrinski Ozalj 1:0
NK Zrinski Ozalj - NK Mladost Petrinja 0:0
U Međužupanijsku nogometnu ligu središte Zagreb se kvalificirala NK Mladost Petrinja.

## Strijelci
- 23 - Gelo Hrvoje (Slavonac), Jajetić Ivan (Mladost (GG))
- 22 - Hadžić Denis (Sloga-Maris), Malbašić Ivan (BSK)
- 21 - Faltis Zoran (Sokol (L))
- 19 - Ivanić Alen (Zrinski)
- 15 - Helešy Valentino (Metalac), Lovrić Ante (Mladost (GG))
- 13 - Krmpotić Ivica (Topusko)
- 12 - Turkman Dario (Sloga-Maris)
- 10 - Bečirević Silvio (Metalac)
- 9 - Fešta Ivan (Sokol (L)), Lukić Bojan (Mladost), Malbašić Mario (BSK), Varačić Vedran (TŠK-1932)
- 8 - Bača Matija (TŠK-1932), Baniček Boris (Mladost), Bobinac Domagoj (BSK), Gajdek Ivan (Sokol (L)), Jakovljević Perica (Topusko), Jandrić Josip (Mladost), Ljubičić Domagoj (Sloga-Maris)
- 7 - Brodarac Dejan (Metalac), Čivić Nikola (Radnik), Dobrić Dejan (Metalac), Kajić Boris (Sloga-Maris), Perković Mario (BSK), Šahić Armin (Topusko)
- 6 - Pavić Marko (Radnik), Rodić Ignacije (Slavonac)
- 5 - Dedić Admir (Metalac), Filipović Antonio (ŠNK "Moslavac"), Kireta Danijel (BSK), Kovačević Vedran (Mladost), Kusuran Matija (BSK), Marđetko Igor (ŠNK "Moslavac"), Peškir Daniel (Mladost), Savić Ljubiša (Topusko)
- 4 - Adamović Hrvoje (Slavonac), Begić Isak (Zrinski), Brabenec Dario (BSK), Domitrović Mario (TŠK-1932), Đukić Kosta (Mladost), Golub Filip (Podovi), Keser Josip (ŠNK "Moslavac"), Klasan Marko (Mladost), Kopejtko Vedran (Sokol (L)), Kukurić Denis (TŠK-1932), Miško Đani (Slavonac), Ranogajec Ivan (Zrinski), Rastovski Goran (Frankopan), Rođak Velimir (Sloga-Maris), Sarić Alen (Radnik), Štimac Tomislav (Slavonac)
- 3 - Abazi Admir (Sokol (L)), Bilandžija Antonio (Slavonac), Debeljak Alen (Sloga-Maris), Dragičević Marko (Radnik), Dupić Gabrijel (Radnik), Kolić Aleksandar (Mladost), Kostrić Željko (Podovi), Krmpotić Igor (Topusko), Kutleša Tomislav (Sokol (L)), Lom Leonard (Sokol (L)), Martinaj Veton (Frankopan), Mešinović Nermin (Topusko), Orešković Vladimir (BSK), Pleše Marko (ŠNK "Moslavac"), Pranjić Draženko (Mladost), Rebić Matija (Frankopan), Tominac Luka (Frankopan)
- 2 - Arbanas Hrvoje (Frankopan), Babić Zoran (Frankopan), Bečirević Sandro (Metalac), Benak Gordan (Podovi), Blažević Darko (Sokol (L)), Bogović Darko (Topusko), Bradarić Filip (Frankopan), Buić Dominik (ŠNK "Moslavac"), Curić Matija (Slavonac), Cvijanović Igor (Metalac), Čavlović Denis (Slavonac), Dugandžija Ivan (Podovi), Đurić Petar (Zrinski), Gajdek Danijel (TŠK-1932), Golub Ivan (Podovi), Halasz Ante (Frankopan), Helešy Renato (Metalac), Imbrašić Donatelo-Valentino (Metalac), Jozić Tomislav (Podovi), Kolić Ivan (BSK), Križe Ivan (TŠK-1932), Lukić Boris (Mladost), Maglaić Zdenko (Mladost), Marić Andrej (Mladost (GG)), Mihaljević Tomislav (Zrinski), Mustafić Haris (TŠK-1932), Ovanin Zvonimir (Zrinski), Pavlenić Ivan (BSK), Pejak Tomislav (Frankopan), Periček Stjepan (TŠK-1932), Petrović Mateo (ŠNK "Moslavac"), Solomun Mario (Radnik), Stanić Marin (Sloga-Maris), Tesar Dino (Slavonac), Vavro Dominik (BSK), Vuković Robert (Frankopan), Dujlović Tomislav (Podovi)
- 1 - Barišić Josip (Mladost), Bešić Alen (Sloga-Maris), Biljan Stjepan (TŠK-1932), Brkić Bruno (Frankopan), Brtan Boris (Sokol (L)), Doqi Patrik (Mladost (GG)), Drača Stevo (Podovi), Dugandžić Dalibor (Radnik), Đurić Damjan (Podovi), Đurić Nino (Mladost (GG)), Fuček Matija (Mladost (GG)), Gamberger Matej (Mladost), Gavran Gabrijel (Radnik), Gligić Dražen (Mladost (GG)), Hadžinski Igor (Slavonac), Horkaš Slaven (Frankopan), Horvat Ivan (Sloga-Maris), Ilijašević Dino (Sloga-Maris), Ivanković Marko (Metalac), Ivičić Zoran (Podovi), Jelekovac Matej (Topusko), Kašljević Ivan (Sloga-Maris), Keser Ivan (ŠNK "Moslavac"), Keser Matija (ŠNK "Moslavac"), Kipson Dario (Sokol (L)), Klečić Filip (Metalac), Kosanović Mateo (Topusko), Kramarić Mario (Podovi), Krznarević Filip (TŠK-1932), Kukurić Karlo (Frankopan), Kunert Davor (Mladost), Laktašić Milan (Frankopan), Leskovar Domagoj (ŠNK "Moslavac"), Martinović Nikola (Topusko), Matković Daniel (Mladost), Meščić Antonio (Radnik), Mikičić Ivan (Podovi), Miša Marko (Mladost (GG)), Moharoš Zoran (Slavonac), Orešković Karlo (Radnik), Pavlović Tomislav (BSK), Pejaković Nedeljko (Podovi), Perković Tomislav (BSK), Podhraški Valentino (Radnik), Rakarić Joža (Topusko), Rakarić Franjo (Topusko), Ričko Drago (ŠNK "Moslavac"), Rizvanović Antonio (Sloga-Maris), Sarić Ivan (Radnik), Sumonja Željko (Podovi), Šarčević Marko (Mladost (GG)), Šarić Josip (Topusko), Šimić Filip (Zrinski), Špoljarić Dražen (Mladost (GG)), Štrk Saša (Sokol (L)), Tadić Đuro (Podovi), Topić Mihael (Slavonac), Turina Marin (Mladost (GG)), Veverec Dominik (Mladost (GG)), Vlahović Vanja (Mladost (GG)), Zubković Dejan (Zrinski), Žarković Dino (BSK)